# Eufroggattisca polita
Eufroggattisca polita är en stekelart som först beskrevs av William Harris Ashmead 1904.  Eufroggattisca polita ingår i släktet Eufroggattisca och familjen fikonsteklar. Inga underarter finns listade i Catalogue of Life.